# Водна шилолистка
Водната шилолистка (Subularia aquatica) е едногодишно или двугодишно водно растение от семейство Кръстоцветни. За първи път видът е описан от Карл Линей.

## Разпространение
Видът е разпространен в Северна, Централна и отчасти Южна Европа, Балканския полуостров, Арктика и Северна Америка, като вирее във високопланински глациални езера над 1800 метра надморска височина. Прикрепва се за дънни песъчливи утайки заедно с други висши водни растения.
Съществуват две географски определени вариации на вида: S. a. var. aquatica , която вирее в Евразия, S. a. var. americana, характерна за северните части на Северна Америка. Това е единственият вид от род Subularia, който се среща в Америка.
В България се среща в Рила (Маричини езера, Искърското езеро, Рибното езеро) и Пирин (Смрадливото езеро).

## Описание
Растението е дребно, до около 10 см. Листата му са между 1 и 5 сантиметра, цилиндрични и завършват с остър връх. През периода юли – август цъфти с малки бели цветчета с по четири венчелистчета, всяко около милиметър. Онези от тях, които се издигат над повърхността на водата, се отварят, докато онези, които остават потопени под вода, остават затворени и се самоопрашват.
Семената се образуват през месеците август – септември в малки издути шушулки. Всяко семенце е продълговато, с дължина около 2 – 3 милиметра. Освен чрез семена се размножава и вегетативно.

## Природозащитен статут
В България видът е рядък, в състояние на застрашеност. Отрицателно действащият му фактор е замърсяването на водите в езерата.